# Marco Ortíz
Marco Antonio Ortíz Nava (* 14. März 1988 in Durango, Durango) ist ein mexikanischer Fußballschiedsrichter.
Marco Ortíz leitet seit Juli 2015 Spiele in der mexikanischen Liga MX; er hatte bislang über 195 Einsätze. Zudem pfiff er das Spiel um die Supercopa MX 2018.
Seit 2019 ist er FIFA-Schiedsrichter und leitet internationale Fußballspiele.
Ortíz wurde bislang bei zwei CONCACAF Gold Cups eingesetzt. Er leitete zwei Gruppenspiele beim Gold Cup 2019 sowie ein Gruppenspiel und das Viertelfinale zwischen den Vereinigten Staaten und Kanada (2:2 n. V., 3:2 i. E.) beim Gold Cup 2023.
Bei der U-20-Weltmeisterschaft 2023 in Argentinien pfiff Ortíz zwei Gruppenspiele.
Zudem leitete Ortíz Spiele in der CONCACAF Champions League (vier Partien), in der CONCACAF Nations League, in der CONCACAF League, in der CONCACAF-Qualifikation für die Weltmeisterschaft 2022 in Katar (fünf Spiele) sowie Freundschaftsspiele.